# Барткович, Джейн
Джейн Мари (Пичес) Барткович (англ. Jane Marie 'Peaches' Bartkowicz; род. 16 апреля 1949, Хамтрамк, Мичиган) — американская теннисистка. Барткович, 17-кратная чемпионка США среди девушек и победительница юниорского Уимблдонского турнира 1964 года, завоевала шесть медалей на показательном теннисном турнире Олимпийских игр в Мехико, в 1969 году выиграла Кубок Федерации в составе сборной США, а в 1970 году стала одной из девяти основательниц первого женского профессионального теннисного тура. Однако из-за сильных головных болей и психологического дискомфорта она завершила теннисную карьеру уже в 1971 году, ненадолго вернувшись на корт три года спустя. Джейн Барткович — член Национального польско-американского зала спортивной славы и залов спортивной славы USTA-Средний Запад и штата Мичиган.

## Биография

### Юниорская теннисная карьера
Джейн Мари Барткович родилась в Хамтрамке (штат Мичиган) в 1949 году в семье иммигрантов. Её отец был поляком, а мать русской, и семья иммигрировала в США из Германии за год до этого. Джейн начала играть в теннис в 1956 году, в возрасте семи лет, после того, как нашла в парке старую теннисную ракетку. Её учителями, как и у других местных детей, стали супруги Джин и Джерри Хокси, превратившие Хамтрамк в один из ведущих центров детского тенниса в стране, в который приезжали заниматься из других штатов. От других учениц Хокси Джейн получила прозвище «Пичес» («Персики»); её младшие сёстры получили прозвища «Пламс» («Сливы») и «Черрис» («Вишни»). Джин Хокси была очень суровым тренером, отрабатывавшим у своих учеников прежде всего стабильность дальних ударов; дети, в том числе и Барткович, быстро привыкали бояться её больше, чем соперников.
Всего через год занятий Джейн выиграла детский городской чемпионат Детройта. В 1960 году она уже стала чемпионкой США среди девочек в возрасте до 11 лет в одиночном и парном разрядах. Она также записалась на турнир следующей возрастной группы — до 13 лет, где была посеяна под вторым номером. 11-летняя Барткович выиграла и этот чемпионат, на пути к титулу отдав соперницам всего два сета — в полуфинале и финале. С этого момента началась семилетняя беспроигрышная серия Барткович на юниорских чемпионатах США. За это время она ни разу не проиграла в своей или следующей возрастной группе, завоевав дополнительные чемпионские титулы в категориях до 13 лет (в 1961 году), до 14 лет (в 1962 и 1963 годах) и до 18 лет (с 1965 по 1967 годы). Кроме того, она неоднократно завоёвывала звание чемпионки в парном разряде, в общей сложности став обладательницей 17 юниорских титулов в США. В 1964 году 15-летняя Барткович стала победительницей Уимблдонского турнира среди девушек в возрасте до 18 лет, обыгрывая соперниц на два-три года старше её; на её счету также несколько побед в престижном юниорском турнире Orange Bowl. В возрасте 15 лет Джейн успела одержать победу и над сильнейшей теннисисткой-любительницей мира Маргарет Смит.
На пике карьеры Пичес была рослой и крепко сложенной девушкой, чьим главным оружием были необыкновенно мощные и точные удары с задней линии, причём как справа, так и слева, при игре закрытой ракеткой, которую она держала обеими руками. Её стиль игры чрезвычайно походил на тот, что чуть позже начала демонстрировать Крис Эверт (в их единственной личной встрече Барткович легко победила более молодую Крис). В то же время другие стороны игры — подача, игра у сетки, удар сверху — у неё были поставлены плохо, в чём она винила позже однобокую подготовку у Джин Хокси. К концу юниорской карьеры Барткович была любимицей прессы, её фотографии и интервью появлялись в журналах, в том числе в 1965 году, после первой победы в чемпионате США в категории до 18 лет — на обложке журнала World Tennis.

### Игровая карьера в 1968—1970 годах
По окончании школы Джейн переехала во Флориду, чтобы иметь возможность тренироваться круглый год. В 1968 году она была отправлена представлять США на теннисных турнирах Олимпийских игр в Мехико. Она участвовала как в основном — показательном — турнире, так и в дополнительном — выставочном, и привезла домой шесть наград: «серебро» (в одиночном разряде) и две «бронзы» за показательный турнир, «золото» (в одиночном разряде) и два «серебра» за выставочный. В этом же году она стала четвертьфиналисткой взрослого чемпионата США. На следующий год Барткович была включена в состав сборной США в Кубке Федерации — главном международном теннисном турнире на уровне национальных женских сборных — и в Кубке Уайтмен — традиционном матчевом поединке команд США и Великобритании. Барткович принесла американской сборной решающие очки, позволившие ей выиграть оба соревнования — в паре с Нэнси Ричи в финале Кубка Федерации, а в Кубке Уайтмен в одиночном разряде и в паре с Джули Хелдман. На следующий год она вторично завоевала со сборной Кубок Уайтмен. Другие парные успехи включали выход в 1969 году в четвертьфинал всех трёх турниров Большого шлема, в которых Барткович приняла участие — на Уимблдоне, Открытых чемпионатах Франции и США.
Барткович активно участвовала в любительских, а затем открытых теннисных турнирах по всему миру, в том числе в 1968 году выиграв чемпионат Канады, а в 1969 и 1970 годах — чемпионат Швеции, а также побывав в 1969 году в финале Международного турнира в Москве. В 18 лет Джейн была четвёртой во внутреннем рейтинге USTA; этот же результат она повторила в 1969 году, кроме того, поднявшись на восьмую строчку в рейтинге сильнейших теннисисток мира, составляемом газетой Daily Telegraph.
В 1970 году Пичес Барткович стала одной из девяти теннисисток, организовавших свой собственный профессиональный тур. Как вспоминала Барткович, это было связано с огромной разницей в доходах между мужчинами и женщинами в теннисе после начала Открытой эры: если Род Лейвер теперь зарабатывал в год 200 тысяч долларов, то самый «урожайный» год Барткович принёс ей менее десяти тысяч после вычета расходов на дорогу и жильё. Переход в профессионалы означал немедленную дисквалификацию со стороны USTA и конец выступлениям в любительских турнирах, которыми на тот момент в числе прочих были Кубок Федерации и Кубок Уайтмен.

#### Титулы на турнирах (с 1968 года)
| №   | Дата            | Турнир                                       | Покрытие | Соперница в финале | Счёт в финале |
| --- | --------------- | -------------------------------------------- | -------- | ------------------ | ------------- |
| 1.  | 18 августа 1968 | Чемпионат Канады, Торонто                    | Грунт    | Фэй Урбан          | 6-3, 6-3      |
| 2.  | 1 ноября 1968   | Олимпийские игры, Мехико, выставочный турнир | Грунт    | Джули Хелдман      | 6-3, 6-2      |
| 3.  | 3 ноября 1968   | Ричмонд, Виргиния, США                       |          | Стефани Дефина     | 6-1, 6-2      |
| 4.  | 30 марта 1969   | Ницца, Франция                               | Грунт    | Гейл Шанфро        | 6-3, 6-4      |
| 5.  | 7 апреля 1969   | Монте-Карло, Монако                          | Грунт    | Власта Вопичкова   | 6-0, 6-3      |
| 6.  | 5 мая 1969      | Штутгарт, ФРГ                                | Грунт    | Хельга Ниссен      | 6-4, 6-3      |
| 7.  | 11 мая 1969     | Реджо-нель-Эмилия, Италия                    | Грунт    | Сузана Петерсен    | 6-0, 6-1      |
| 8.  | 13 июля 1969    | Чемпионат Швеции, Бостад                     | Грунт    | Кристина Сандберг  | 5-7, 6-4, 6-2 |
| 9.  | 2 ноября 1969   | Ричмонд (2)                                  | Грунт(i) | Линда Туэро        | 6-2, 6-0      |
| 10. | 27 декабря 1969 | Ист-Лондон, ЮАР                              | Хард     | Энн Хейдон-Джонс   | 6-3, 6-4      |
| 11. | 4 апреля 1970   | Сан-Хуан, Пуэрто-Рико                        | Хард     | Валери Зигенфасс   | 6-1, 6-4      |
| 12. | 12 апреля 1970  | Кингстон, Ямайка                             |          | Кэтлин Хартер      | 6-0, 5-7, 6-3 |
| 13. | 12 июля 1970    | Открытый чемпионат Швеции (2)                | Грунт    | Ингрид Бенцер      | 6-1, 6-1      |

| №  | Дата             | Турнир                                | Покрытие | Партнёр         | Соперницы в финале                     | Счёт в финале |
| -- | ---------------- | ------------------------------------- | -------- | --------------- | -------------------------------------- | ------------- |
| 1. | 11 мая 1969      | Реджо-нель-Эмилия, Италия             | Грунт    | Мэрилин Ашнер   | Моника Джорджи Мария-Тереса Ридль      | 6-0, 6-1      |
| 2. | 13 июля 1969     | Чемпионат Швеции, Бостад              | Грунт    | Эва Лундквист   | Кристина Сандберг Маргерета Страндберг | 6-2, 6-4      |
| 3. | 15 сентября 1969 | Ла-Коста, Калифорния, США             | Хард     | Джули Хелдман   | Валери Зигенфасс Винни Шо              | 6-1, 6-4      |
| 4. | 2 ноября 1969    | Ричмонд, Виргиния, США                | Грунт(i) | Стефани Джонсон | Валери Зигенфасс Дарлин Хард           | 6-3, 2-6, 6-3 |
| 5. | 1 марта 1970     | Чемпионат США в помещениях, Уинчестер | Хард(i)  | Нэнси Ричи      | Валери Зигенфасс Мэри-Энн Кертис       | 8-6, 6-4      |
| 6. | 9 марта 1970     | Форт-Лодердейл, Флорида, США          | Грунт    | Нэнси Ричи      | Кэтлин Хартер Патти Хоган              | 6-2, 6-1      |
| 7. | 12 апреля 1970   | Кингстон, Ямайка                      |          | Нелл Трумэн     | Робин Ллойд Кэтлин Хартер              | 6-0, 6-1      |
| 9. | 12 июля 1970     | Открытый чемпионат Швеции (2)         | Грунт    | Ана Мария Ариас | Эва Лундквист Кэтлин Хартер            | 6-1, 6-1      |

### Дальнейшая судьба
Взрослой теннисной карьере Барткович, однако, было суждено быть недолгой. Ещё в годы выступлений в юниорских турнирах груз ответственности и страх поражения стали для неё тяжёлой психологической ношей, она становилась всё более мрачной и замкнутой. Уже в 17-летнем возрасте у Джейн начались мигрени — нечастые (всего по несколько раз в год), но долгие и сильные, напрочь лишавшие её возможности играть. В 1968 году от инсульта умер Джерри Хокси, и в том же году по ходу чемпионата США Барткович разругалась с Джин Хокси, своей постоянной наставницей, и с тех пор больше с ней не встречалась. Джин Хокси погибла в результате нелепой автомобильной аварии в 1970 году, выпав под колёса собственной машины.
Расставшись с Хокси, Барткович в значительной степени утратила ту движущую силу, которая толкала её к новым достижениям. Она стала спокойней относиться к поражениям и больше внимания уделять другим сторонам жизни. В итоге Джейн зачехлила ракетку уже летом 1971 года, после поражения в первом круге на Уимблдоне. Она вернулась в свой родной Хамтрамк и поступила в детройтский Университет Уэйна. В 1972 году Барткович вышла замуж за Дона Крота, сына владельца хамтрамкского похоронного бюро, и на следующий год у них родился сын. После этого, однако, у Джейн несколько раз подряд были выкидыши, и семья начала разваливаться. Дон и Джейн развелись в 1977 году.
В 1974 году Джейн ненадолго вернулась на корт, сыграв в пяти турнирах, однако проиграла в первом круге в четырёх из них; её контракт с «Кливленд Нетс» — командой профессиональной лиги World Team Tennis — был прерван досрочно из-за экономических разногласий и психологических трудностей у самой Джейн. Новая попытка вернуться в теннис была предпринята в 1978 году, когда Барткович за несколько курсов до окончания университета возобновила регулярные тренировки и переехала в Лос-Анджелес в надежде найти работу теннисного тренера. Знакомые, видевшие её в этот период, считали, что она по-прежнему играет достаточно сильно, чтобы вернуться в теннисную элиту, но вскоре у неё возобновились мигрени, положившие конец этим планам.
Вернувшись из Калифорнии, Барткович вторично вышла замуж, но этот брак продлился только два года. После этого Джейн зарабатывала на жизнь преподаванием тенниса, пока в 1983 году не попала в ещё одну автомобильную аварию. На повороте пригородной дороги под Детройтом автомобиль Барткович, которая, по-видимому, была в состоянии алкогольного опьянения, врезался в стоявшую на обочине машину с зажжёнными аварийными огнями. Владелец машины, Джон Скжипински, остановился, чтобы помочь владелицам ещё одного автомобиля, у которых кончился бензин, и в момент удара все трое находились между бамперами двух машин, в итоге получив травмы разной степени тяжести. Скжипински умер в больнице через 12 часов. Второй муж Барткович, узнав, что она вела автомобиль в нетрезвом виде, подал судебный иск об опеке, который Джейн, однако, удалось выиграть. Второй суд, в декабре, закончился вынесением обвинительного приговора: при том, что такие правонарушения могли наказываться лишением свободы сроком до 15 лет, Барткович получила лишь два года условно с учётом её «безукоризненного прошлого». Её также лишили на два года водительских прав.
Позже Барткович устроилась на государственную службу в Детройте. Её прошлые заслуги принесли ей в дальнейшем членство в Зале спортивной славы штата Мичиган (в 2002 году), Зале славы USTA (Средний Запад) и Национальном польско-американском зале спортивной славы (в 2010 году).